# Псалмодия
Псалмо́дия (от др.-греч. ψαλμός — псалом и ᾠδή — песня, пение):
- распев псалмов (в католической традиции — по мелодической формуле так называемых псалмовых тонов);
- вид мелодической речитации (чтения нараспев). Характерный признак псалмодии — устойчивая постоянная высота тона с незначительными отклонениями от неё в началах и концах речитируемых (т.е. причитываемых) стихов (или любых их отделов).

В византийской письменности V—VI веков этим термином обозначали правила пения монахами Псалтири; псалмодия характеризуется как пение сосредоточенное, не допускающее выражения эмоций и противопоставляется «мирскому» пению. Существует предположение, что византийская псалмодия восходит к еврейской: в такой же манере распевались псалмы в синагогах. Сохранившиеся музыкальные записи византийской псалмодии относятся к XIII веку.
И для византийской, и для григорианской псалмодии характерно плавное восхождение в начале напева, речитация на одном звуке в середине его и плавное нисхождение в конце.
Русская псалмодия родственна византийской; согласно московским церковным уставам псалмодия — это пение «кротким и тихим гласом, косно (медленно) и во услышание всем».
Известны три вида псалмодии: респонсориальная, в которой сольное пение чередуется с хоровым, антифонная, предполагающая попеременное пение двух хоров; наиболее древним является сольное исполнение, позже сменившееся хоровым, без чередований.